# Cisticola
Cisticola Kaup, 1829 è un genere di uccelli della famiglia Cisticolidae.

## Distribuzione e habitat
Il genere è ampiamente distribuito nel Vecchio Mondo, con la maggiore biodiversità concentrata in Africa e diverse specie presenti in Asia e Oceania; in Europa è presente un'unica specie, Cisticola juncidis, nota in Italia come beccamoschino.

## Tassonomia
Comprende le seguenti specie:
- Cisticola erythrops (Hartlaub, 1857)
- Cisticola lepe Lynes, 1930
- Cisticola cantans (Heuglin, 1869)
- Cisticola lateralis (Fraser, 1843)
- Cisticola woosnami Ogilvie-Grant, 1908
- Cisticola anonymus (J.W.von Müller, 1855)
- Cisticola bulliens Lynes, 1930
- Cisticola chubbi Sharpe, 1892
- Cisticola hunteri Shelley, 1889
- Cisticola nigriloris Shelley, 1897
- Cisticola aberrans (A.Smith, 1843)
- Cisticola emini Reichenow, 1892
- Cisticola chiniana (A.Smith, 1843)
- Cisticola bodessa Mearns, 1913
- Cisticola njombe Lynes, 1933
- Cisticola cinereolus Salvadori, 1888
- Cisticola restrictus Traylor, 1967
- Cisticola rufilatus (Hartlaub, 1870)

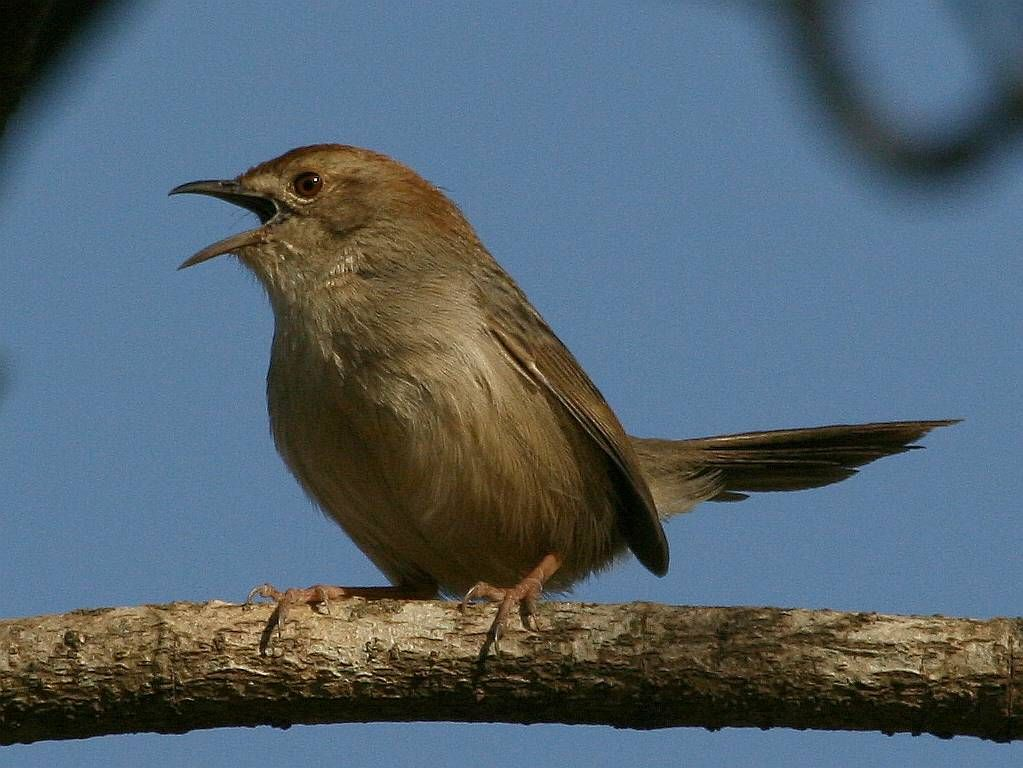
Cisticola aberrans

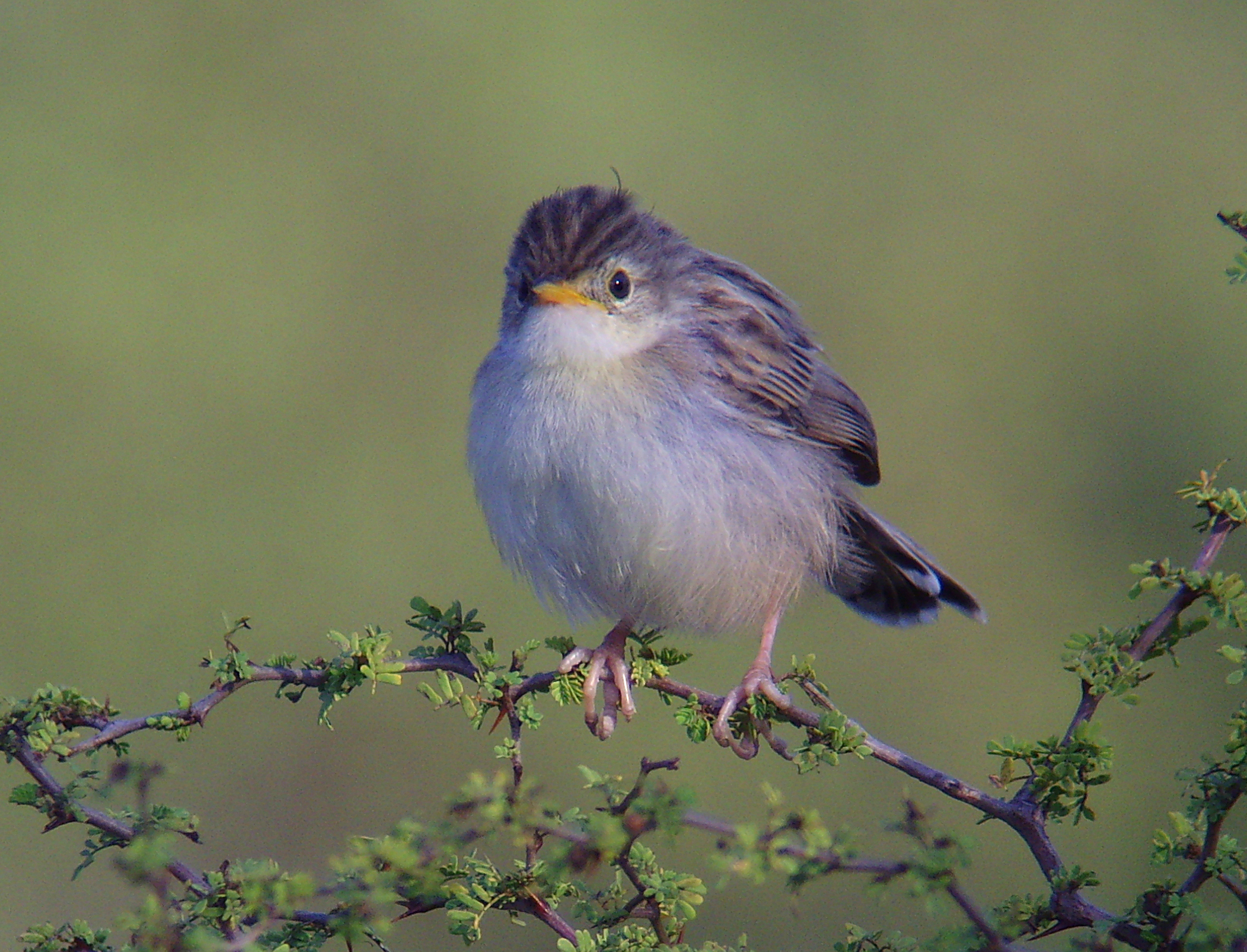
Cisticola cherina

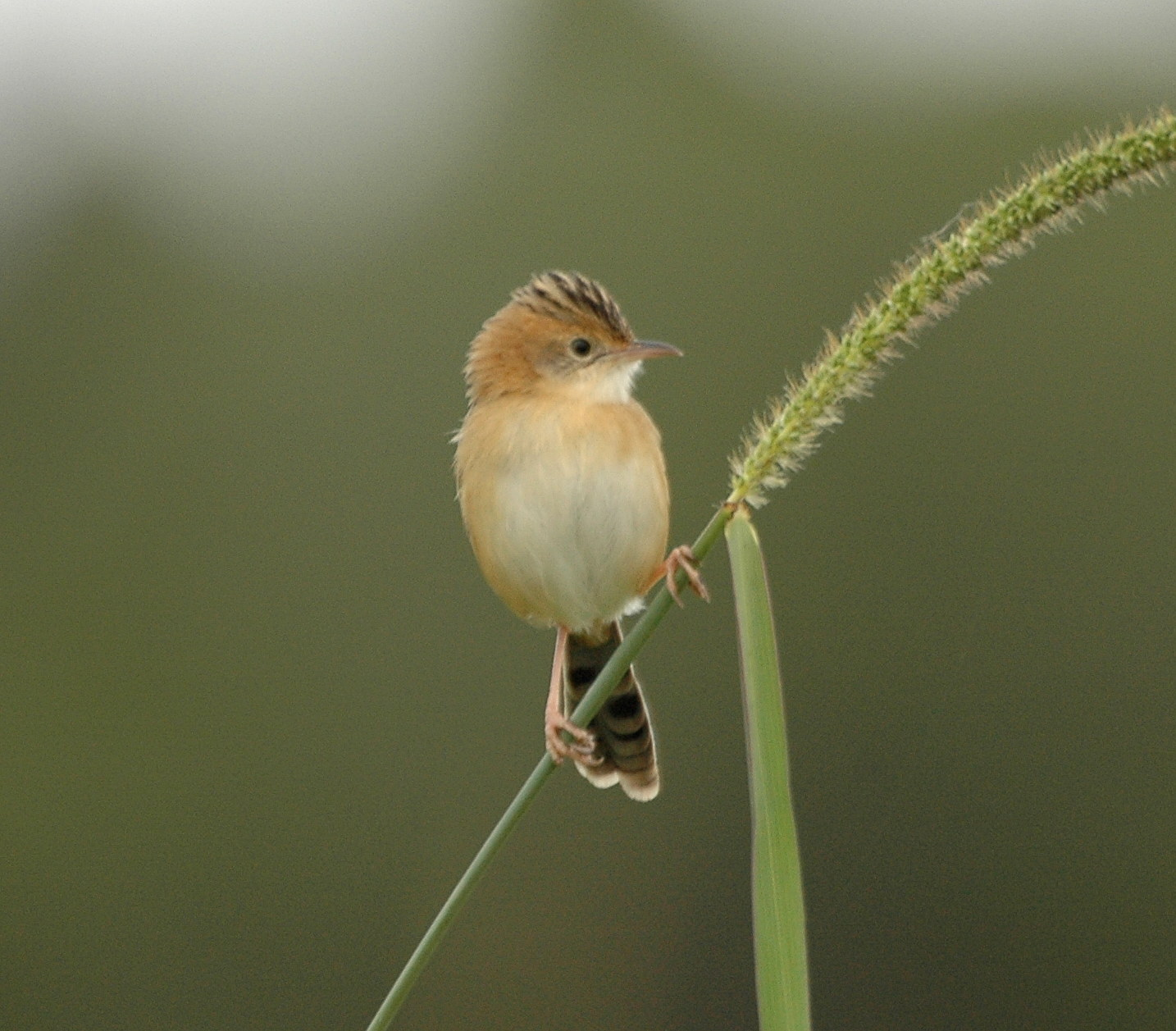
Cisticola exilis

- Cisticola subruficapilla (A.Smith, 1843)
- Cisticola lais (Hartlaub & Finsch, 1870)
- Cisticola distinctus Lynes, 1930
- Cisticola galactotes (Temminck, 1821)
- Cisticola marginatus (Heuglin, 1869)
- Cisticola haematocephalus Cabanis, 1868
- Cisticola lugubris (Rüppell, 1840)
- Cisticola luapula Lynes, 1933
- Cisticola pipiens Lynes, 1930
- Cisticola carruthersi Ogilvie-Grant, 1909
- Cisticola tinniens (Lichtenstein, 1842)
- Cisticola robustus (Rüppell, 1845)
- Cisticola aberdare Lynes, 1930
- Cisticola natalensis (A.Smith, 1843)
- Cisticola ruficeps (Cretzschmar, 1830)
- Cisticola guinea Lynes, 1930
- Cisticola nana G.A.Fischer & Reichenow, 1884
- Cisticola brachypterus (Sharpe, 1870)
- Cisticola rufus (Fraser, 1843)
- Cisticola troglodytes (Antinori, 1864)
- Cisticola fulvicapilla (Vieillot, 1817)
- Cisticola angusticauda Reichenow, 1891
- Cisticola melanurus (Cabanis, 1882)
- Cisticola juncidis (Rafinesque, 1810) - beccamoschino
- Cisticola haesitatus (P.L.Sclater & Hartlaub, 1881)
- Cisticola cherina (A.Smith, 1843) - beccamoschino del Madagascar
- Cisticola aridulus Witherby, 1900
- Cisticola textrix (Vieillot, 1817)
- Cisticola eximius (Heuglin, 1869)
- Cisticola dambo Lynes, 1931
- Cisticola brunnescens Heuglin, 1862
- Cisticola cinnamomeus Reichenow, 1904
- Cisticola ayresii Hartlaub, 1863
- Cisticola exilis (Vigors & Horsfield, 1827)